# الجيش السابع والعشرون الياباني
الجيش السابع والعشرون الياباني (باليابانية: 第27軍) ، هي وحدة عسكرية يابانية تابعة للإمبراطورية اليابانية ، كانت مقرها في جزيرة إيتوروب اليابانية شكلت سنة 1944 وأنتهت في شهر فبراير سنة 1945م.